# دانيانغ (محافظة)
محافظة دانيانغ (دانيانغ-غون) هي محافظة في مقاطعة تشنغتشونغ الشمالية، كوريا الجنوبية.

## رموز
- شجرة المحافظة: شجرة الطقسوس
- طائر المحافظة: العقعق
- زهرة المحافظة: Royal Azalea

## المدن التوأمة – المدن الشقيقة
دانيانغ هي مدينة توأمة مع:

## أعلام
- جانغ غن سوك
- سونغ جونغ غك

## وصلات خارجية
- الصفحة الرئيسية لحكومة محافظة دانيانغ نسخة محفوظة 24 أبريل 2006 على موقع واي باك مشين.